# Monopyle panamensis
Monopyle panamensis är en tvåhjärtbladig växtart som beskrevs av Conrad Vernon Morton. Monopyle panamensis ingår i släktet Monopyle och familjen Gesneriaceae. Inga underarter finns listade i Catalogue of Life.